# Freudomarxismus

Grundmodell (Wilhelm Reich 1933)

Der Freudomarxismus ist eine Gesellschaftstheorie, die aus einer Verbindung der Theorien von Sigmund Freud (Psychoanalyse) und Karl Marx (Marxismus) ab den 1920er Jahren entstanden ist. Der Freudomarxismus, der seinerzeit weder in der Psychoanalyse noch im Marxismus politischen Einfluss gewinnen konnte, bildete in den 1960er Jahren eine der theoretischen Grundlagen für die Neue Linke (68er-Bewegung): Der kapitalistische Staat unterdrücke zum Zweck einer höheren Arbeitsleistung die Sexualität seiner Produktivkräfte (was laut Wilhelm Reich zu Massenneurosen führe) und zur Befreiung beziehungsweise zur Autonomie des „neuen Menschen“ sei Sexualität unabhängig von gesellschaftlichen Konventionen frei auszuleben.

## Grundlegung durch Wilhelm Reich
Der Psychoanalytiker Wilhelm Reich war der bekannteste Vertreter des frühen Freudomarxismus. Er versuchte eine Synthese der marxistischen Methode des dialektischen Materialismus mit der Psychoanalyse. Reich wollte zeigen, dass die rein klinische Psychoanalyse nichts enthält, was im Widerspruch zum Marxismus steht. 
Es bestand aber ein Widerspruch zwischen dem Marxismus und jener Psychoanalyse, die Freud in den 1920er Jahren immer mehr zu einer pessimistischen Haltung bezüglich der menschlichen Natur in der Kulturphilosophie (vgl. Todestrieb) ausbaute.
Reich betonte demgegenüber, dass die Psychoanalyse eine radikale Gesellschaftskritik beinhalte. Er hoffte deshalb, wie vor ihm Otto Gross, die Psychoanalyse könne erst im Sozialismus bzw. Kommunismus breite Anerkennung finden und ihr volles Potential entfalten. Diese Haltung Reichs war ein Grund dafür, dass er immer mehr in Konflikt mit Freud geriet. Während andere damalige Freudomarxisten wie Otto Fenichel, Siegfried Bernfeld oder Erich Fromm in der psychoanalytischen Bewegung durchaus toleriert wurden, wurde Reich 1934 auf Betreiben von Freud ohne offizielle Begründung aus ihr ausgeschlossen. Dies zeigt, dass der Konflikt zwischen Freud und Reich, der bereits vor Reichs Hinwendung zum Marxismus begonnen hatte, tiefere Gründe hatte als Reichs Freudomarxismus. 
Grundannahmen des Reich'schen Freudomarxismus sind:
- Die Gesellschaft leide unter einer Massen-Neurose. Dieser Gedanke wurde schon in Freuds Das Unbehagen in der Kultur angesprochen, ohne dort jedoch weiter spezifiziert zu werden.
- Die Ursache für die Neurosen des Einzelnen sei die gesellschaftliche Unterdrückung des Individuums durch Kapitalismus, Arbeit und Macht. Insbesondere im sexuellen Bereich werden diese Neurosen erfahrbar, etwa verursacht und ausgelöst durch Vorschriften und falsche Moralvorstellungen, die die gesellschaftliche Ordnung aufrechterhalten sollen.
- Die sexuelle Befreiung des Einzelnen sei eine Voraussetzung für die gesellschaftliche Befreiung in der Revolution. Sexuelle Befreiung sei ebenso wie anderweitige Emotionalität ein Teil einer gesamtgesellschaftlichen revolutionären Bewegung.

## Weiterentwicklungen
Mit Reichs Ansatz, Psychoanalyse mit dem Marxismus zu verbinden, sympathisierten vor allem viele junge Berliner Psychoanalytiker. Reichs Ideen wurden insbesondere durch Erich Fromm und Karen Horney aufgenommen, verändert und weiterentwickelt. Beide betonten aber stärker die gesellschaftlichen Faktoren bei der Entstehung von Neurosen. Libidinöse Faktoren traten hingegen zunehmend in den Hintergrund.
Auch die Vertreter der Kritischen Theorie waren stark von Marx und Freud beeinflusst, insbesondere der von Husserl und Heidegger inspirierte Herbert Marcuse. Er entwirft seine Theorie allerdings, im Gegensatz zu Reich, auf der Basis der Todestriebtheorie des späten Freud. Deshalb distanziert er sich (in seinem Buch Eros and Civilization, 1955, dt. (1957) zuerst Eros und Kultur. Ein philosophischer Beitrag zu Sigmund Freud, dann Triebstruktur und Gesellschaft) von Reich, den er als undifferenziert und „primitiv“ bezeichnet. Marcuse etablierte die Bezeichnung „Leistungsprinzip“, das mit dem Lustprinzip konfligiere. Marcuse stellt aber auch eine repressive Entsublimierung fest (in den 1960ern), wobei Sexualität „verwarenförmigt“ wird, um den Absatz von Produkten sowie (sexuellen) Dienstleistungen zu steigern.
Ob die Theorien von Fromm, Horney, Marcuse und anderen als Weiterentwicklungen oder Verwässerungen der ursprünglichen Ansätze zu sehen sind, blieb umstritten und letztlich ungeklärt. Reich selbst revidierte seine einschlägigen Schriften in den 1940er Jahren, so dass sein Freudomarxismus zwar durch (ungenehmigte) Nachdrucke der Frühschriften in den Jahren um „1968“ bekannt wurde, in den regulären Ausgaben seiner Schriften (ab 1969) aber kaum noch kenntlich ist.

## Auswirkungen auf die 68er
Insbesondere durch die frühen Schriften von Wilhelm Reich erfuhr der Freudomarxismus in der amerikanischen, französischen und deutschen 68er-Bewegung Anerkennung. Reich hatte auch postuliert, dass die kindliche Sexualität befreit werden müsse (anderenfalls würde die kindliche Sexualunterdrückung faschistischen Systemen Vorschub leisten), was ebenso von den 1968ern übernommen wurde, insofern Bildungspläne zu schulischer Sexualerziehung in der BRD beeinflusste und sogar innerhalb unterschiedlicher Wissenschaftsdisziplinen zum Credo wurde. Argumentiert wurde außerdem im Sinne der antiautoritären Erziehung die Auflösung generationaler Familienordnung.
Auf feministischer Basis übernimmt Shulamith Firestone Ansätze von Wilhelm Reich sowie Konzepte von Marcuse (in: The Dialectic of Sex (1970), deutsch: Frauenbefreiung und sexuelle Revolution). Während Kate Millett (1970) sich für die „volle Realisierung“ der sexuellen Revolution aussprach, argumentierte Firestone, dass diese keinen Gewinn für Frauen bringe, im Gegenteil.
Millett und Firestone gelten als wesentliche Protagonistinnen des freudomarxistischen Feminismus, der maßgeblichen Einfluss auf die amerikanische Frauenbewegung nahm und sich heute in relevanten genderpolitischen Konzepten wiederfindet (vgl. Reproduktive Gesundheit und Reproduktive Rechte, vgl. UN Women)
Im Vorfeld der Mai-Unruhen 1968 in Paris bezogen sich insbesondere die revoltierenden Studenten der Universität Nanterre um Daniel Cohn-Bendit auf Wilhelm Reich. In ihrer Schlafzimmerrevolte (Boadella) erzwangen sie unter anderem die Aufhebung der Geschlechtertrennung in den Studentenwohnhäusern der Universität Nanterre.

## Sexualrepression und Bio-Macht
Michel Foucault (1977) widerspricht nicht grundsätzlich dem freudomarxistischen Konzept der staatlichen Sexualrepression, differenziert allerdings im Sinne von Bio-Macht dahingehend, dass die Absicht der (Wirtschafts- und Regierungs-)Eliten (siehe auch Gouvernementalität) primär auf biopolitische Regulationen der Bevölkerung ausgerichtet ist, also etwa in vergangenen Jahrhunderten, um die Schaffung sowie die Erhaltung von Kriegs- und Arbeitskräften sicherzustellen. Ähnlich argumentieren Gunnar Heinsohn und Otto Steiger in Die Vernichtung der weisen Frauen in Bezug auf die systematische Verfolgung von Engelmacherinnen.

## Ausgewählte Literatur
- Siegfried Bernfeld: Psychoanalyse und Sozialismus. In: Der Kampf, Wien 1926, S. 385 ff.
- Wilhelm Reich: Dialektischer Materialismus und Psychoanalyse (1929); div. Nachdrucke 1968 ff.
- Reimut Reiche: Sexualität und Klassenkampf'. Zur Kritik repressiver Entsublimierung. Berlin 1968.
- Helmut Dahmer: Libido und Gesellschaft. Studien über Freud und die Freudsche Linke. Suhrkamp Verlag, Frankfurt am Main 1973.
- Michael Schneider: Neurose und Klassenkampf. Materialistische Kritik und Versuch einer emanzipativen Neubegründung der Psychoanalyse. Rowohlt Taschenbuch Verlag, Reinbek 1973, ISBN 3 499 25026 8.
- Karl-Heinz Braun: Kritik des Freudomarxismus. Pahl-Rugenstein, Köln 1979.